# 九州電気管理技術者協会
社団法人九州電気管理技術者協会（しゃだんほうじん きゅうしゅうでんきかんりぎじゅつしゃきょうかい）は、かつて存在した「電気管理技術者の団体である。

## 概要
1965年に「九州電気設備保安管理協会」として設立。1975年には法人化され「社団法人 九州電気管理技術者協会」となり、法人改革に伴い2008年に公益事業に特化した特例民法法人に移行。2012年に解散。
2017年現在　協会の受け皿として、一般社団法人 九州電気管理技術者協会(会員　約500人　9支部　北九州支部、筑豊支部、福岡支部、佐賀県支部、長崎県支部、大分県支部、熊本県支部、宮崎県支部、鹿児島県支部)、一般社団法人 九州電気管理技術者協会熊本、一般社団法人 九州電気管理技術者協会鹿児島、一般社団法人 九州電気管理技術者協会大分、一般社団法人 九州電気管理技術者協会宮崎などの一般社団法人が設立された。また九州電気管理技術者福岡協同組合も設立されている。その後、熊本では一般社団法人 熊本電気管理技術者協会も新たに設立されている。
社団法人九州電気管理技術者協会が加入していた上部団体の全国電気管理技術者協会連合会へは　一般社団法人九州電気管理技術者協会が加入している。
名称は非常に似ているが、九州電気管理技術者協会と、名称に『支部』の付かない団体は別団体である。
例として、鹿児島支部を挙げる。
(支　部)一般社団法人　九州電気管理技術者協会鹿児島県支部　　
(別団体)一般社団法人　九州電気管理技術者協会鹿児島